# Barry Gibb
Barry Alan Crompton Gibb (1. rujna 1946. Douglas, otok Man, Velika Britanija), britanski je pjevač, tekstopisac i producent. Zajedno sa svojom braćom Robinom i Mauriceom, osniva Bee Gees, jedan od najuspješnijih pop sastava svih vremena. Svoju glazbenu karijeru počeli su u Australiji, a veliku popularnost su stekli kada su se vratili u Veliku Britaniju. Barry je poznat po svojim velikim vokalnim mogućnostima.

## Rani život
Gibb je sa svojom obitelji odrastao u Chorlton-cum-Hardy, Manchester, Engleska. 1958. godine zajedno s obitelji seli u Brisbane, Australija, u jednu od najsiromašnijih gradskih četvrti, Cribb Island, koja je kasnije porušena kako bi se napravilo mjesta za Brisbaneovu zračnu luku.

## Osobni život
Barry Gibb oženio je bivšu Miss Edinburgha (Škotska), Lindu Gray, 1. rujna 1970.g., na datum svog rođendana, što ga je odabrao sam Barry (kako ne bi zaboravio datum njihove godišnjice braka), prema riječima Linde iz Bee Geesovog životopisa iz 1979. 	
U to vrijeme su živjeli u Abbey House, četvrti sa skupocjenim vilama, koja je poznata po sastavu The Beatles. Imaju petero djece: Stephen (1973.), Ashley (1977.), Travis (1981.), Michael (1984.) i Alexandra (1991.). Također imaju i četvero unučadi: Nina i Angus Levas Gibb (Stephenova djeca), Lucas John Crompton Gibb (Ashleyova djeca) i Damien Michael Crompton Gibb (Michaelova djeca). Prema životopisu "Tales from The Brothers'Gibb", Barry je tijekom 1990-ih imao srčani udar i pati od kronične upale zglobova artritisa. On se pribojavao da je njegova glazbena karijera gotova, jer su mu ruke bile jako pogođene bolešću, a ponekad je nosio i rukavice kako bi zadržao toplinu dok bi svirao gitaru.
U siječnju, Gibb je kupio bivšu kuću country legende Johnnyja Casha i njegove supruge June Carter Cash u Hendersonvilleu, Tennessee, s namjerom da je preuredi i napravi si mjesto gdje će s mirom pisati skladbe. Kuća je uništena u požaru koji se dogodio 10. travnja 2007. godine.

## Politička aktivnost
Dana 7. prosinca 2006. godine, Barry Gibb, zajedno s oko 4500 drugih glazbenika, obraćaju se britanskoj vladi na čitavoj stranici novina Financial Times, pozivajući ju da produži 50 godina zaštite autorskih prava na zvučne zapise u Velikoj Britaniji. Barry smatra kako bi umjetnici novčana sredstva (tantijemi) trebali primati čitavi život, dok im se po sadašnjem zakonu to pravo ukida nakon 50 godina.

## Nedavni rad
8. svibnja 2007. godine, u epizodi American Idol, Gibb vođen s ostala četiri natjecatelja u sljedećoj noći pjeva svoju skladbu "To Love Somebody", prije nego što je eliminirana LaKisha Jones.
Kao najavu za svoj predstojeći country album, Barry je objavio skladbu "Drown On The River" za iTunes. Skladba će također biti predstavljena i u filmu Deal iz 2008. od Burta Reynoldsa

## Diskografija

### Albumi
- 1984.: Now Voyager
- 1988.: Hawks (Soundtrack)
- 2006.: The Eaten Alive Demos
- 2006.: The Guilty Demos
- 2006.: The Heartbreaker Demos
- 2006.: The Eyes That See in the Dark Demos

### Singlovi
- 1969.: "I'll Kiss Your Memory"
- 1978.: "A Day in the Life"
- 1981.: "Guilty" (duet s Barbrom Streisand)
- 1981.: "What Kind of Fool" (duet s Barbrom Streisand)
- 1984.: "Shine Shine"
- 1984.: "Fine Line"
- 1988.: "Childhood Days"
- 2006.: "Dr. Mann"
- 2006.: "Underworld"
- 2007.: "Drown On the River"

## Vanjske poveznice
- Braća Gibb
- Službene stranice Barryja Gibba
- Barry Gibb na discogs.com